# Clinocera spinosa
Clinocera spinosa är en tvåvingeart som beskrevs av Sinclair 2000. Clinocera spinosa ingår i släktet Clinocera, och familjen dansflugor. Inga underarter finns listade.